# Josa lojensis
Josa lojensis är en spindelart som först beskrevs av Lucien Berland 1913.  Josa lojensis ingår i släktet Josa och familjen spökspindlar.
Artens utbredningsområde är Ecuador. Inga underarter finns listade i Catalogue of Life.